# بازی اندر
بازی اندر (به انگلیسی: Ender's Game) فیلم علمی تخیلی اکشن آمریکایی به نویسندگی و کارگردانی گوین هود است که بر پایه رمانی با همین نام، به قلم اورسن اسکات کارد ساخته شده است. ایسا باترفیلد در نقش اندرو (اندر ویگین) کودکی نابغه است که به مدرسه‌ای پیشرفته در فضا اعزام شده تا به همراه دیگر نوجوانان برای رودررویی با تهاجم بیگانگان در آینده آماده شود. از دیگر بازیگران این فیلم می‌توان به هریسون فورد، بن کینگزلی، هیلی استاینفلد، ابیگیل برسلین و آرامیس نایت اشاره کرد.
اکران اول بازی اندر در ۲۴ اکتبر ۲۰۱۳ در کشور آلمان، و سپس یک روز بعد در بریتانیا و ایرلند به نمایش درآمد و در آمریکا اول نوامبر ۲۰۱۳ بود.

## خلاصه داستان
پس از دو بار حملهٔ بیگانگان به کرهٔ زمین که نژاد بشر را تا آستانهٔ انقراض پیش می‌برد، حکومت جهانی برای تضمین پیروزی نوع بشر در جنگ بعدی و حفظ یکپارچگی سیاره دست به گزینش و پرورش نوابغ نظامی می‌زند و سپس آن‌ها را در نبردهایی شبیه‌سازی شده آموزش می‌دهد تا هنر جنگ را در ذهن‌های نوپا و تشنهٔ دانایی‌شان نهادینه کند. پس طبیعی است که نخستین آموزش‌ها جنبهٔ "بازی" داشته باشند …
اندرو - اندر - ویگین جتی در میان نوابغ دستچین شده نیز گل سرسبد و برتر برترین‌ها است؛ او برندهٔ همه بازی‌ها و برخلاف خواهر عاطفی‌اش، ولنتاین و برادر دگرآزارش، پیتر دارای تمامی شرایط لازم و کافی برای انجام ماموریت مورد نظر است. در عین حال او چنان باهوش است که می‌داند وقت رو به پایان است.